# Christina Onassis

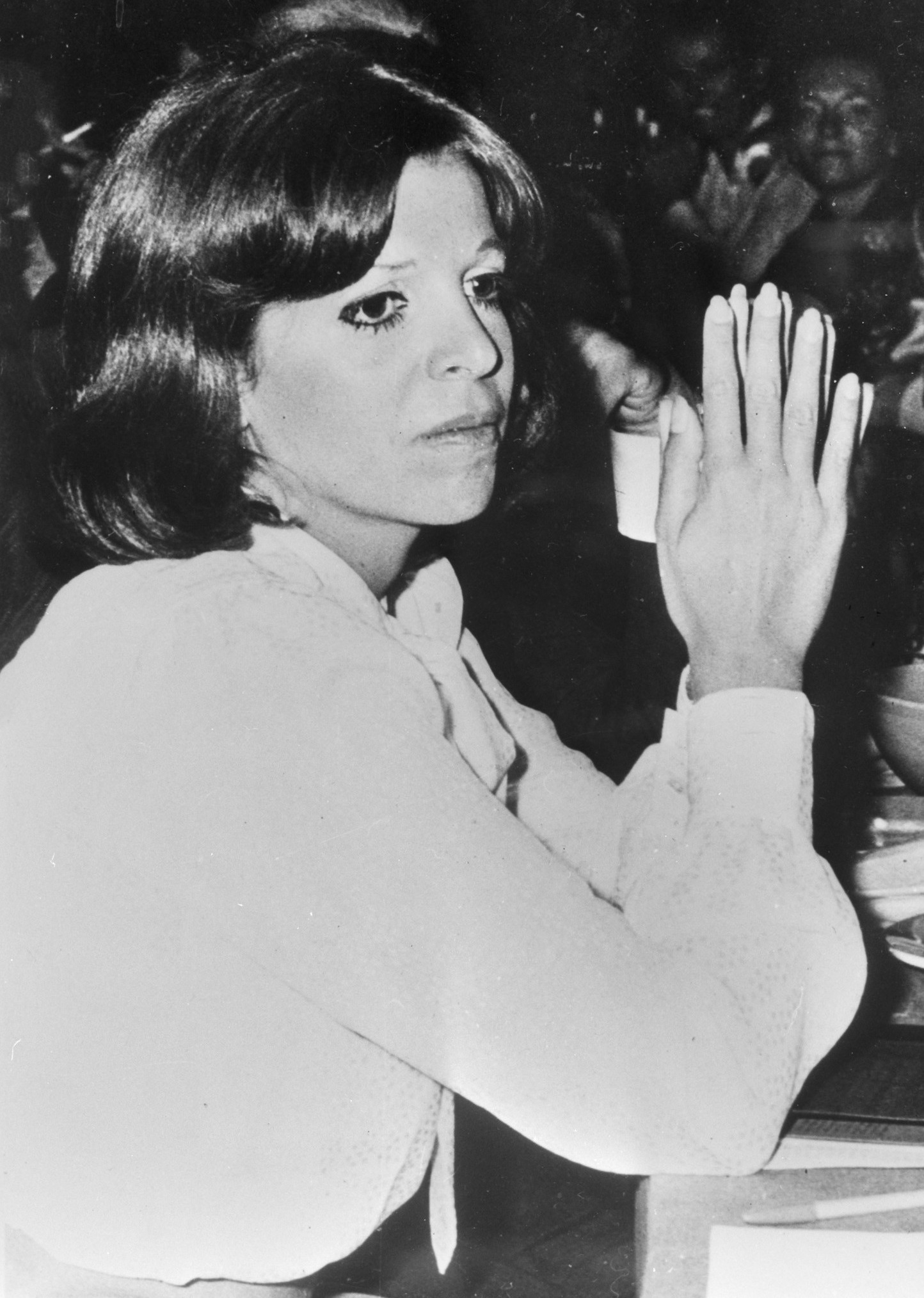
Christina Onassis in 1978

Christina Onassis (Grieks: Χριστίνα Ωνάσης) (New York, 11 december 1950 - Buenos Aires, 19 november 1988) was de dochter van de steenrijke Griekse reder Aristoteles Onassis en zijn eerste vrouw Athina Mary Livanos. Haar broer Alexander kwam in 1973 om bij een vliegtuigongeluk, waardoor Christina na het overlijden van haar vader in 1975 diens gehele fortuin erfde. Deze erfenis bestond onder andere uit onroerend goed, bedrijven, aandelen, kunst, het privé-eiland Skorpios en een privé-vliegtuig.
Christina Onassis trouwde viermaal. Van haar eerste man scheidde ze in 1972, omdat haar vader het met haar keus niet eens was. Haar enige kind, Athina Roussel, kreeg ze met de Fransman Thierry Roussel. Deze dochter is nu de erfgename van het Onassis-fortuin. Roussel verliet Christina voor het Zweedse model Marianne "Gaby" Landhage.
Op 19 november 1988 werd Onassis' lichaam gevonden in de badkuip van een herenhuis in Buenos Aires. Uit de autopsie bleek Onassis overleden aan een hartaanval, veroorzaakt door acute longoedeem. Ze was slechts 37 jaar oud. Ze werd volgens de Grieks orthodoxe traditie begraven op 20 november in een kapel op het eiland Skorpios, eigendom van de familie Onassis, in een mausoleum naast de kapel, waar ook haar vader en broer begraven liggen.